# Cratere Deseilligny
Deseilligny è un cratere lunare di 6,01 km situato nella parte nord-orientale della faccia visibile della Luna.